# Przełęk (województwo warmińsko-mazurskie)
Przełęk (daw. Przełęk Wielki i Przęłek Mały) – wieś w Polsce położona w województwie warmińsko-mazurskim, w powiecie działdowskim, w gminie Płośnica. W latach 1975–1998 miejscowość administracyjnie należała do województwa ciechanowskiego.
Wieś leży przy drodze wojewódzkiej nr 544 Brodnica – Ostrołęka między Lidzbarkiem a Działdowem. Nazwa wsi wywodzi się od podmokłych łęgów, podobnie jak pobliskiej wsie Wielki Łęck i Mały Łęck

## Historia
Wieś lokowana w 1328 r. na prawie chełmińskim na 42 włókach, kiedy to zakon krzyżacki nadał Klausowi z Zielenia i Walterowi ze Zgniłego Błota koło Brodnicy ziemie, położone nad rzeką Działdówką między Gródkami a Łęckiem, z obowiązkiem dwóch służb w lekkiej zbroi. W dokumencie lokacyjny nazwę wsi zapisano jako Waltersgut (od imienia jednego z zasadźców), ale ta nazwa się nie przyjęła.
Po założeniu wsi powstały dwa majątki: Przełęk Wielki (Przełęk Duży, znajdował się przy obecnej szosie Działdowo-Lidzbark) i Przełęk Mały (znajdował się nad Działdówką). W 1645 r. mieszkali tu Jakub, Feliks i Marcinn Rywoccy, a w 1661 – Mikołaj i Albrecht Bagińscy.
Kościół istniał już w XVI w. W czasie reformacji wieś znalazła się na terenie Prus Książęcych, gdzie obowiązujący był luteranizm. W XVII w. kościół należał do Rościszewskich, którzy posiadali także majątki ziemskie na Mazowszu. Rościszewscy opierając się na prawie patronatu wprowadzili katolicyzm w swoim kościele (kościół podlegał parafii Wielki Łęck). Było to możliwe dzięki wsparciu króla polskiego. W roku 1647 kościół był zrujnowany, ale szybko został odbudowany.
W 1785 r. w Przełęku Małym były 23 domu, natomiast w Przełęku Wielkim – 14 domów. W 1848 r. w Przełęku Małym były 22 i 229 mieszkańców, a w Przełęku Wielkim – 18 domów i 158 mieszkańców.
Po zakończeniu I wojny światowej część mieszkańców wsi wyjechała do Niemiec a w ich miejsce przyjechali z Wołynia koloniści niemieccy, sprowadzeni przez króla Stanisław Augusta na Wołyń. Spośród dawnych mieszkańców pozostali Bagińscy (mieszkający tu od 300 lat) oraz Pszczółkowscy (mieszkający tu od ok. 100 lat).
W latach 1928–1933 wykonano melioracje oraz uregulowano rzekę Działdówkę. W wyniku osuszenia powstały łąki.
W 1931 r. Przełęk Wielki i Przełęk Mały połączono w jedną wieś – Przełęk.